# Ross-tenger
A Ross-tenger a Déli-óceán része, mely Antarktisz mellett fekszik. 1841-ben fedezte fel James Ross, innen a tenger elnevezése. A területen találjuk a Ross-szigetet, mely a Mount Erebus nevű vulkánjáról híres. A Roosevelt-sziget a tenger keleti részén van. A Larsen B leválása óta a Ross-selfjég stabilitása jelentősen csökkent. A fotón jól látható, mely 2007 áprilisában készült, hogyan borítják be a Ross-tengert a felaprózódott jégtömbök. A Ross-tengertől a Déli-sark körülbelül 1600 kilométerre van.

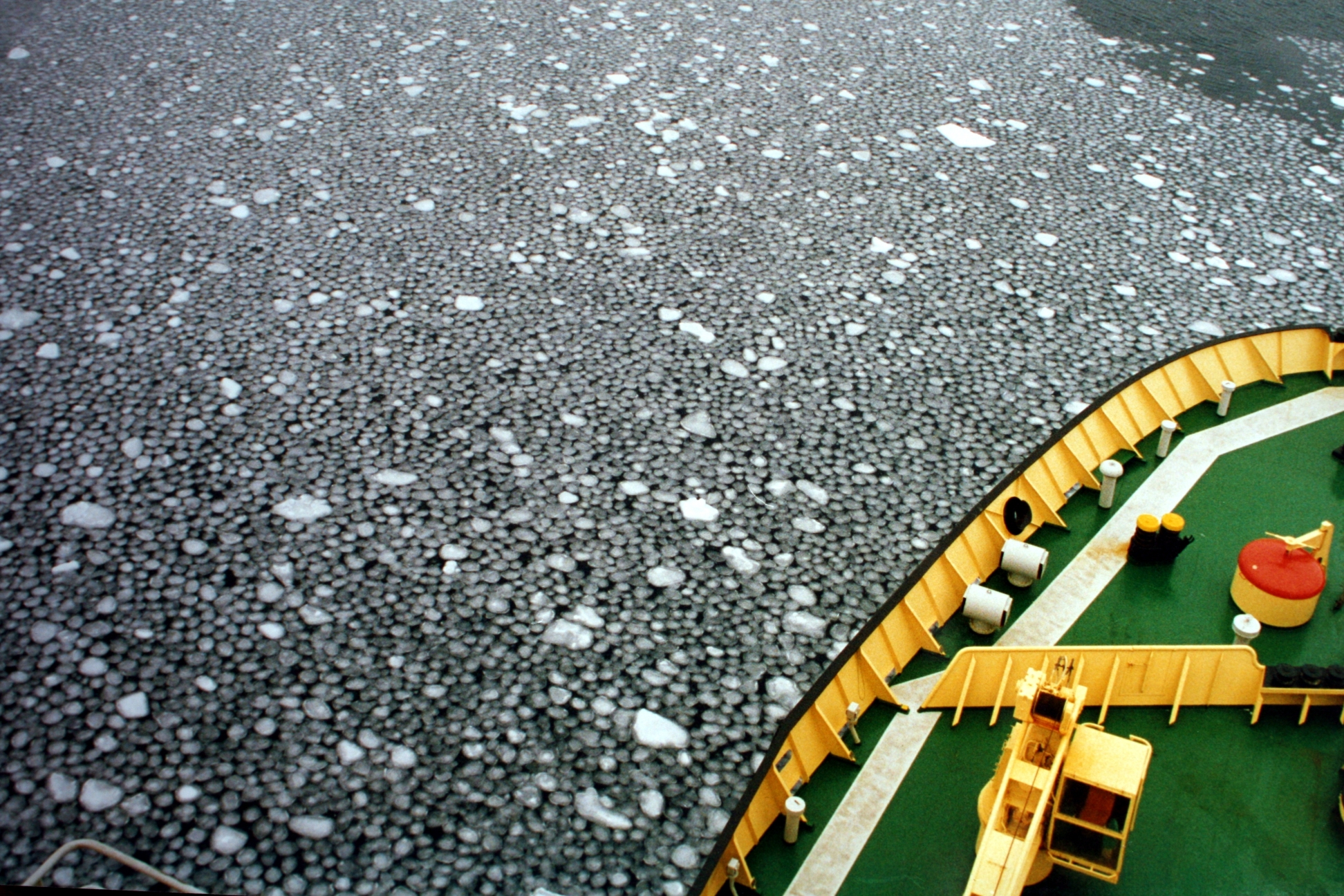
Felaprózódott jégtömbök a Ross-tengeren